# Satz von Banach-Stone
Der Satz von Banach-Stone  ist ein klassischer mathematischer Lehrsatz, welcher im Übergangsfeld zwischen Topologie und Funktionalanalysis angesiedelt ist. Er geht auf die beiden Mathematiker Stefan Banach und Marshall Stone zurück. Die Aussage des Satzes lässt sich so zusammenfassen, dass die Struktur eines kompakten Hausdorffraums und die Struktur des zugehörigen Banachraums der auf ihm gegebenen stetigen reellwertigen Funktionen unmittelbar miteinander verknüpft sind und einander wechselseitig bis auf Isomorphie festlegen.
Der Satz von Banach-Stone ist Untersuchungsgegenstand und Ausgangspunkt einer Reihe von weitergehenden Untersuchungen.

## Formulierung des Satzes
Gegeben seien zwei kompakte Hausdorffräume  {\displaystyle K_{1}} und {\displaystyle K_{2}} und dazu die zugehörigen {\displaystyle \mathbb {R} }-Banachräume der stetigen reellen Funktionen  {\displaystyle {\mathcal {C}}(K_{1})} und {\displaystyle {\mathcal {C}}(K_{2})} , jeweils versehen mit der Supremumsnorm {\displaystyle {||\cdot ||}_{\infty }}.
Dann gilt: {\displaystyle K_{1}} und {\displaystyle K_{2}}  sind dann und nur dann homöomorph, wenn {\displaystyle {\mathcal {C}}(K_{1})} und {\displaystyle {\mathcal {C}}(K_{2})} als Banachräume isometrisch isomorph sind.

## Anmerkung
Die Aussage des Satzes ist in gleicher Weise richtig, wenn man anstelle der Funktionenbanachräume der stetigen reellwertigen Funktionen die entsprechenden Funktionenbanachräume der stetigen  komplexwertigen Funktionen betrachtet.

## Zum Beweis
Der Hauptteil des Beweises besteht in dem Nachweis, dass die isometrische Isomorphie der beiden Funktionenbanachräume die Homöomorphie der beiden zugrundeliegenden kompakten Hausdorffräume nach sich zieht, denn der Beweis der umgekehrten Implikation ist einfach.
Für diesen Beweisteil werden allerdings tiefliegende Hilfsmittel aus Topologie und Funktionalanalysis benötigt, insbesondere die folgenden Theoreme:
- Satz von Krein-Milman
- Satz von Banach-Alaoglu
- Rieszscher Darstellungssatz
- Lemma von Urysohn

Hierzu ist festzuhalten, dass zum Beweis des Satzes von Krein-Milman und insoweit auch zum Beweis des Satzes von Banach-Stone das Lemma von Zorn (bzw. ein gleichwertiges Maximalprinzip der Mengenlehre) herangezogen wird. Eine ausführliche Beweisdarstellung findet man in Ronald Larsens Buch Functional Analysis.